# A New Day in Old Sana'a
A New Day in Old Sana'a é um filme ienemita de 2005 dirigido e escrito por Bader Ben Hirsi, um dramaturgo e cineasta britânico de ascendência iemenita, e produzido por Ahmed Abdali. Foi filmado totalmente em Saná, a capital do Iémen, e converteu-se no primeiro filme desse país a ser exibido no prestigioso Festival Internacional de Cinema de Cannes. Foi publicitado como o primeiro filme do Iémen com repercussão internacional, com versões em inglês e em árabe.
Adicionalmente à sua participação no Festival de Cannes, o filme foi exibido no Festival Internacional de Cinema do Cairo; após apresentar-se neste evento, Hirsi recebeu um prémio de 100 000 libras egípcias da parte do Ministro de Cultura desse país.

## Sinopsis
O filme apresenta-se através dos olhos de Frederico, um fotógrafo italiano. Tariq (um amigo de Frederico) deve casar-se com Bilquis, a filha de um juiz rico. No entanto, enquanto passa uma noite na cidade, ele vê uma mulher que acha que é Bilquis, e se apaixona dela. A mulher afinal é uma artista chamada Ines, pelo que Tariq deve escolher entre ambas as mulheres. O filme termina com uma imagem de um génio, interpretado pelo próprio Hirsi.

## Elenco principal
- Sahar Alasbahi é Amal
- Dania Hammoud é Ines
- Redha Khoder é Bilquis
- Paolo Romano é Frederico
- Nabil Saber é Tariq
- Bader Ben Hirsi é um génio

## Recepção
O filme tem recebido críticas mistas da parte da crítica especializada e da audiência. Conta com uma percentagem de aprovação de 42% por parte da audiência na página de internet Rotten Tomatoes. Fionnuala Halligan de Screen Daily referiu-se ao filme da seguinte maneira: "Ainda que seja uma visão fascinante da vida das mulheres num dos países mais pobres do mundo árabe, o filme pode resultar demasiado ligeiro para quem goste do cinema convencional, ainda que sem dúvida encontrará a sua própria audiência no mundo árabe".